# 大红灯笼高高挂
《大红灯笼高高挂》（Raise The Red Lantern）是1991年出品的一部中国大陸电影，由张艺谋导演，巩俐主演。电影剧本是由倪震根据1990年苏童的小说《妻妾成群》改编。
电影获得第四十八届威尼斯国际电影节最佳導演银狮奖，英国电影学院奖最佳外语片，以及第六十四届奥斯卡金像奖最佳外语片提名。本片被認為是張藝謀「個人影像風格的巔峰之作」，并於2018年被英國廣播公司（BBC）評為「影史百大外語片」之一，2021年被釜山影展列為「亞洲百大佳片」第15位。
2001年前后，本片被中央芭蕾舞团改编成同名芭蕾舞剧，导演依然是张艺谋。

## 剧情
大红燈籠高高掛的時代背景是1920年代的中華民國大陸時期。
19歲的女主角頌蓮（鞏俐 飾），在父親去世後家道中落，被迫嫁給縉紳陳佐千為四姨太，如同陳府中的第四個女主人。剛嫁進這個富有的大宅院時，頌蓮在不同場境換上多件不同的旗袍服飾，除了充份顯示中國女性的體態美感外，與她初到陳家時樸素的學生裝束完全不同，顯示大戶人家的豪華富泰，受著有如王妃的待遇。
當她的丈夫，大宅院的主人，夜晚留宿她的房間時，門前便會掛著「大紅燈籠」。然而，頌蓮很快的發現，並非所有的太太們都能接受到同樣的奢華待遇。事實上，是老爺每天決定要在哪一個太太的房間過夜，就會命人在房間前「大紅燈籠」那也是一種尊榮的象徵，她可以享受腳底按摩，決定餐點，得到僕人們的尊敬與服侍。陈老爺每晚都找不同的太太過夜，「大紅燈籠」代表那位太太受寵幸，她也因此得勢，會受到其他人的尊重。在現代角度，這也代表古代女性地位的不平等，在戲中陳老爺一直不以正面視人，確實在戲中只有女角們的爭鬥戲份，大老爺處在其中可說由誰來演都是一樣，導演居然將之淡出鏡後，實則是充滿暗喻的做法。
陳家大宅重門疊瓦，整部片子的劇情就全都是在大宅內發生，競爭不斷，嫡妻之外的三位側室不斷去爭奪丈夫對自己的注意和感情，但加上婢女雁兒一直想得到陳家老爺的寵幸，各人可說處於明爭暗鬥的境地。其中的勾心鬥角儼如皇宮大內，婢女雁兒、三姨太一個一個踏入死神的呼喚，而頌蓮也邁向崩潰，正是中國女性千年以來命運的縮影。

## 演員

### 領銜主演
| 演員   | 角色   | 介紹       |
| ------ | ------ | ---------- |
| 鞏俐   | 頌蓮   | 四太太     |
| 何賽飛 | 梅珊   | 三太太     |
| 曹翠芬 | 卓云   | 二太太     |
| 孔琳   | 雁兒   | 頌蓮丫鬟   |
| 金淑媛 | 毓如   | 大太太     |
| 馬精武 | 陳佐千 | 陳府老爺   |
| 崔志剛 | 高醫生 |            |
| 初曉   | 飛浦   | 陳府大少爺 |

### 陳府下人
| 演員   | 角色   | 介紹     |
| ------ | ------ | -------- |
| 周琦   | 陳百順 | 陳府管家 |
| 張芸銘 |        |          |
| 丁惟敏 | 宋媽   |          |
| 徐薇   | 曹二嬸 | 槌腳人   |
| 曹增銀 |        | 點燈人   |

## 票房
中国电影年鉴记载，《大红灯笼高高挂》于1992年在中国大陆正式解禁，根据负责发行的中国电影公司的统计发行收入为3710万人民币；其在香港地区上映64日票房收入为8,112,396港币
《大红灯笼高高挂》的版权销往全球多个国家，其中欧洲的版权费就卖了二百五、六十万美金并开拓包括瑞典、卢森堡、瑞士、挪威、波兰，捷克等二十一个国家的市场；日本也向邱復生预付了95万美元的定金。
台湾电影人焦雄屏在《时代显影》一书中表示本片在欧美获得了巨大的成功:在意大利从大城市到小城镇巡回发行高达了43份拷贝，票房收入超过300万美元;在法国，发行9份拷贝，票房收入也超过200万美元;在美国，本片于1992年3月13日上映，最终票房收入为2,603,061美元。
中国日报在1995年的英文报道中提到，《大红灯笼高高挂》为年代国际有限公司在亚洲以外赚取了超过1100万美元(8500万港元)的收入。

## 获奖與提名

### 获奖
- 1991年 威尼斯国际电影节—银狮奖最佳導演 張藝謀
- 1991年 紐約影評人協會獎—最佳外語片（張藝謀）
- 1992年 義大利電影金像獎—最佳外語片
- 1992年 洛杉磯影評人協會獎—最佳攝影師（趙非）
- 1993年 國家影評人協會獎—最佳攝影師（趙非）
- 1993年 國家影評人協會獎—最佳外語片
- 1993年 英國電影學院獎—最佳外語片
- 1993年 倫敦影評人協會獎—最佳外語片
- 1993年 堪薩斯影評人協會獎—最佳外語片
- 1993年 百花獎—最佳女演員（鞏俐）

### 提名
- 1991年威尼斯國際電影節—金獅獎最佳電影
- 1992年奥斯卡金像奖—最佳外语片
- 1992年美國電影評議會—最佳外語片
- 1993年獨立精神獎—最佳外語片（張藝謀）

## 評價
臺北金馬影展執行委員會在2011年舉行影史百大華語電影票選，《大红灯笼高高挂》名列第50名。

## 電視劇版
1992年，臺灣華視將其改編為23集電視劇。電視劇版相對於原著及電影版有較大改動：時間跨度被延長至中國抗日戰爭前夕，而原著及電影版中地位並不重要的顧三上升為男主角等；但與電影版將故事地點改在中國北方地區相比，電視劇版仍然忠實於原著，將故事地點仍然放在長江以南地區。
該劇主要工作人員及演員名單如下：
- 製作人：謝迺彪
- 導演：蒲騰晉、鄭健榮
- 主要演員：
  - 陳玉蓮 飾演 張頌蓮
  - 劉德凱 飾演 顧三
  - 秦風 飾演 陳飛浦
  - 楊潔玫 飾演 陳憶惠
    - 原由王玉玲飾演陳憶惠，但拍攝期間王玉玲因空難過世，後由楊潔玫接替此角色。由於原先已拍好王玉玲的戲份，但在技術問題上無法突破，導致與後面戲份由楊潔玫接演無法連貫，故全部重拍。

  - 傅雷 飾演 陳佐千
  - 崔小萍 飾演 老夫人
  - 吳靜嫻 飾演 大太太毓如
  - 李麗鳳 飾演 二太太卓雲
  - 朱慧珍 飾演 三太太梅珊
  - 侯炳瑩 飾演 喜兒
  - 王小芬 飾演 雁兒
  - 徐華鳳 飾演 何領弟
  - 李天柱 飾演 趙寧生
  - 趙擎 飾演 陳飛渝

## 扩展阅读
英文:
- "Chapter 2: Su Tong and Zhang Yimou: Women's Places in Raise the Red Lantern": Deppman, Hsiu-chuang. Adapted for the Screen（英语：Adapted for the Screen: The Cultural Politics of Modern Chinese Fiction and Film）. 夏威夷大學出版社, June 30, 2010. ISBN 0824833732, 9780824833732. p. 32.
- Fried, Ellen J. - "Food, Sex, and Power at the Dining Room Table in Zhang Yimou's Raise the Red Lantern." - In Bower, Anne Reel Food: Essays on Food and Film. Psychology Press (Psychology Press), 2004. p. 129-143. ISBN 0-415-97111-X, 9780415971119.
- 戴晴 (translated by Jeanne Tai). "Raised Eyebrows for Raise the Red Lantern." (（页面存档备份，存于）) Public Culture (Public Culture). 杜克大学, (northern hemisphere) Winter 1993. Volume 5, Issue 2. p. 336. DOI 10.1215/08992363-5-2-333.
- Hsiao, Li-ling. "Dancing the Red Lantern: Zhang Yimou’s Fusion of Western Ballet and Peking Opera." (（页面存档备份，存于）) Southeast Review of Asian Studies, 北卡罗来纳大学教堂山分校. Volume 32 (2010), pp. 129–36.

## 其他
1995年 - Remy Martin Club 人頭馬特級干邑廣告